# Territorio de Iowa
El Territorio de Iowa fue un territorio histórico organizado de los Estados Unidos de América desde el 4 de julio de 1838 hasta el 28 de diciembre de 1846, cuando la parte sureste del territorio fue admitida en la Unión como el Estado de Iowa. El resto del territorio no tendría ningún gobierno territorial organizada hasta que se organizó el Territorio de Minnesota el 3 de marzo de 1849.

## Historia
La mayor parte del área que comprendía el territorio fue originalmente parte de la compra de Luisiana y fue una parte del Territorio de Misuri. Cuando Misuri se convirtió en un estado en 1821, esta zona (junto con las Dakotas) efectivamente se convirtió en territorio no organizado. El área fue cerrada a los colonos blancos hasta la década de 1830, después del fin de la Guerra del Halcón Negro. Se adjuntó al Territorio de Míchigan el 28 de junio de 1834. En una sesión extraordinaria de la Sexta Asamblea Legislativa de Míchigan, celebrada en septiembre de 1834, el Distrito de Iowa fue dividido en dos condados mediante la ejecución de una línea hacia el oeste desde el extremo inferior de la isla Roca en el río Misisipi. El territorio al norte de esta línea (que comenzaba justo al sur de la actual Davenport) fue nombrado como condado de Dubuque, y todo al sur de la misma como condado de Demoine. Cuando Míchigan se convirtió en estado en 1836, el área se convirtió en el Distrito de Iowa del oeste del Territorio de Wisconsin -la región al oeste del río Misisipi-.
Los límites originales del territorio, como se estableció en 1838, incluían Minnesota y partes de las Dakotas, abarcando unos 500.000 km² de tierra.
Burlington fue la capital provisional; Iowa City fue designado como la capital oficial del territorio en 1841.